# Clea (Buccinidae)
Clea là một chi ốc nước ngọt có nắp, là động vật thân mềm chân bụng sống dưới nước trong họ Buccinidae.

## Các loài
Các loài trong chi Clea gồm có:
- Clea bangueyensis Smith, 1895
- Clea bocki Brot
- Clea bocourti (Brot, 1876) [cần dẫn nguồn]
- Clea cambojiensis (Reeve, 1861)
- Clea fusca (H. Adams, 1862)
- Clea helena (Meder in Philippi, 1847)
- Clea hidalgoi (Crosse, 1886)
- Clea jullieni (Deshayes)
- Clea nigricans A. Adams, 1855
- Clea scalarina (Deshayes in Deshayes & Jullien, 1876)
- Clea spinosa Temcharoen, 1971
- Clea wykoffi Brandt, 1974

## Phân bố
Chi này phân bố ở châu Á.

## Thức ăn
Giống các loài ốc trong nhánh Neogastropoda, các loài ốc thuộc chi này đều ăn thịt.

## Hình ảnh

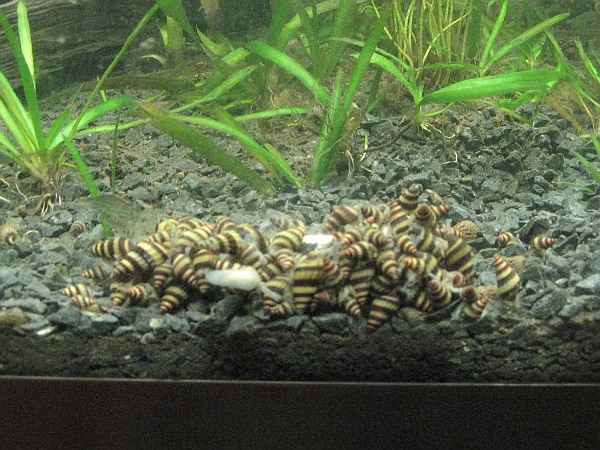